# Cechenena minor
Cechenena minor är en fjärilsart som beskrevs av Butler 1875. Cechenena minor ingår i släktet Cechenena och familjen svärmare. Inga underarter finns listade i Catalogue of Life.

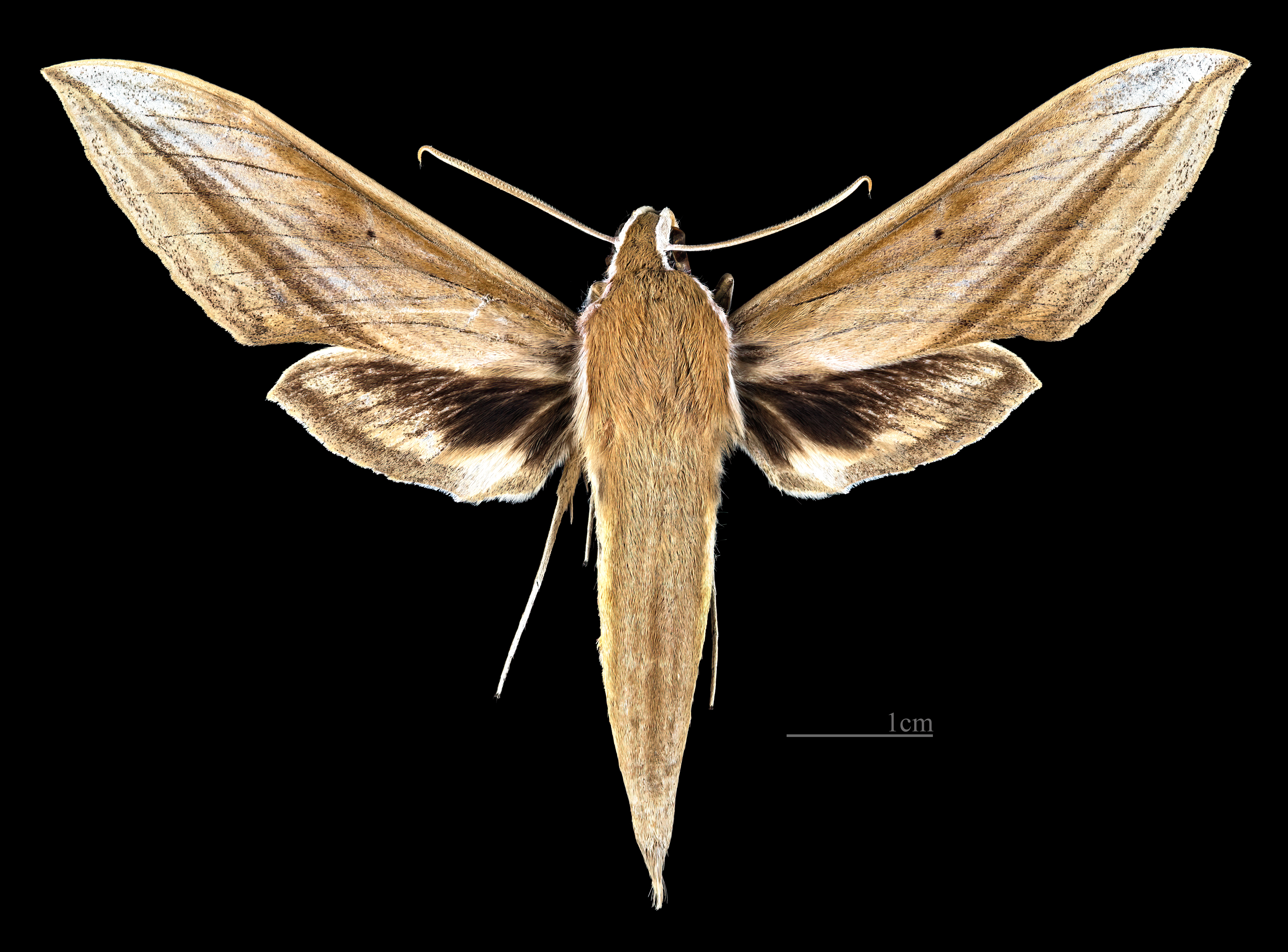
Cechenena minor ♂
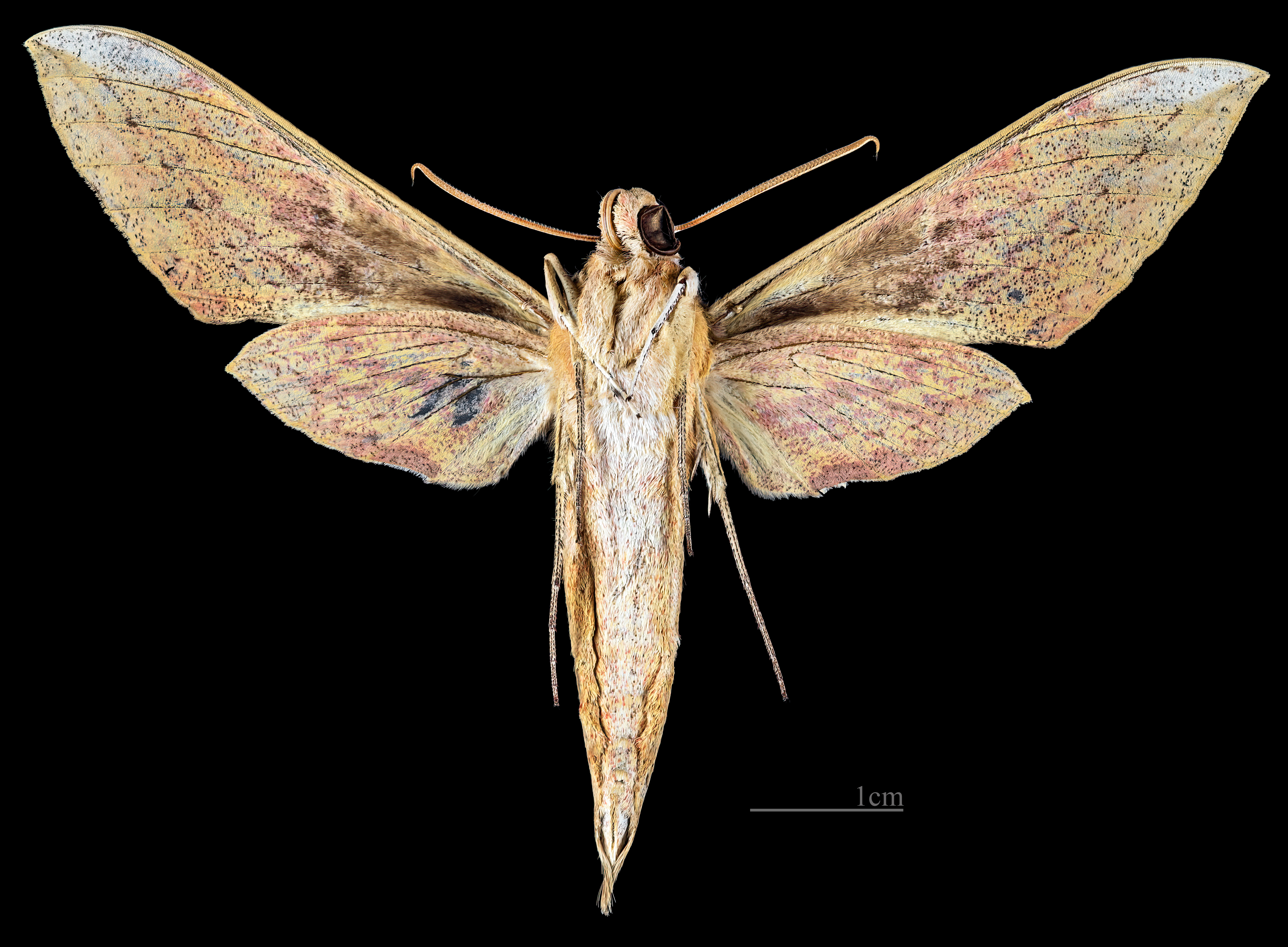
Cechenena minor ♂  △
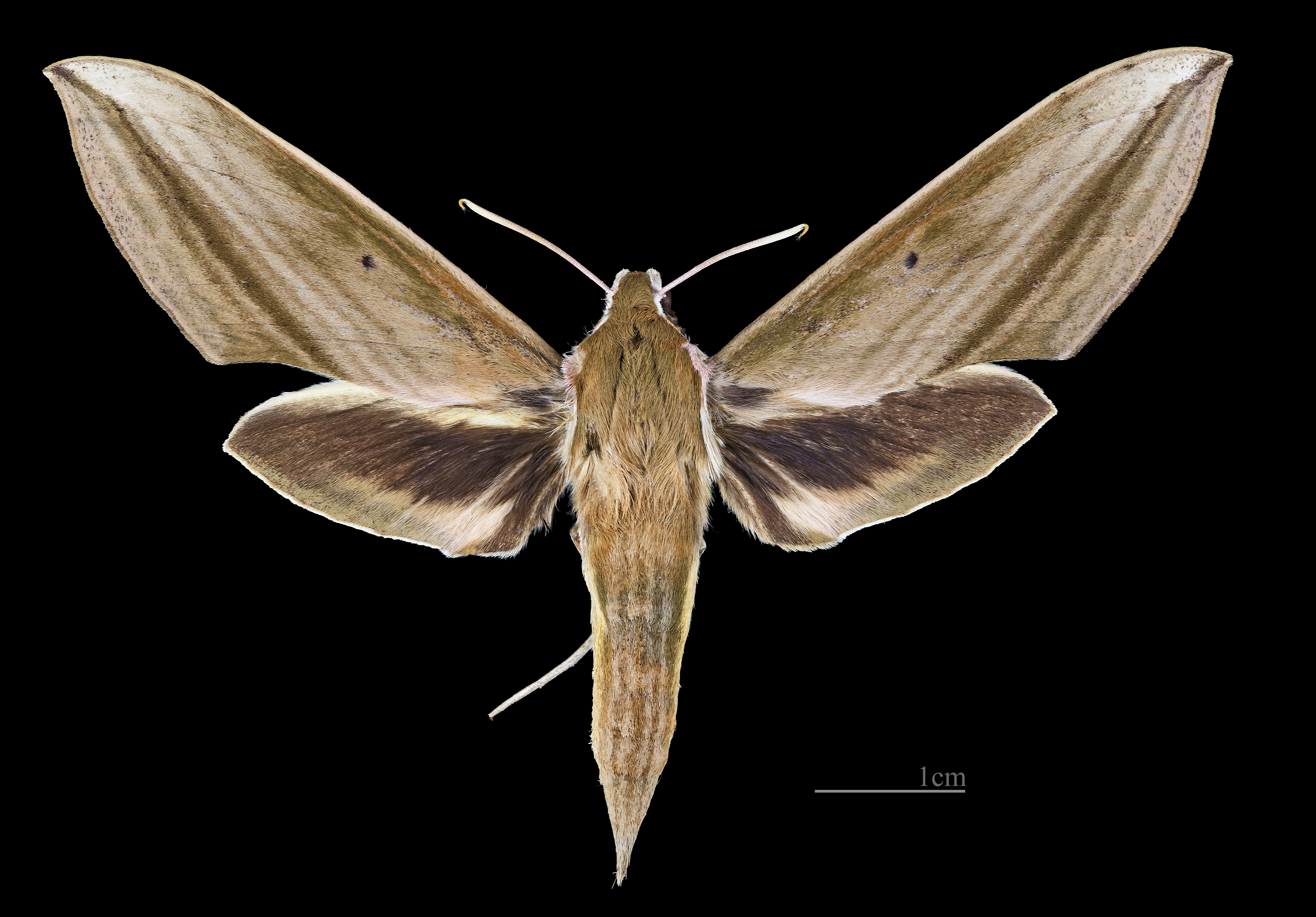
Cechenena minor ♀
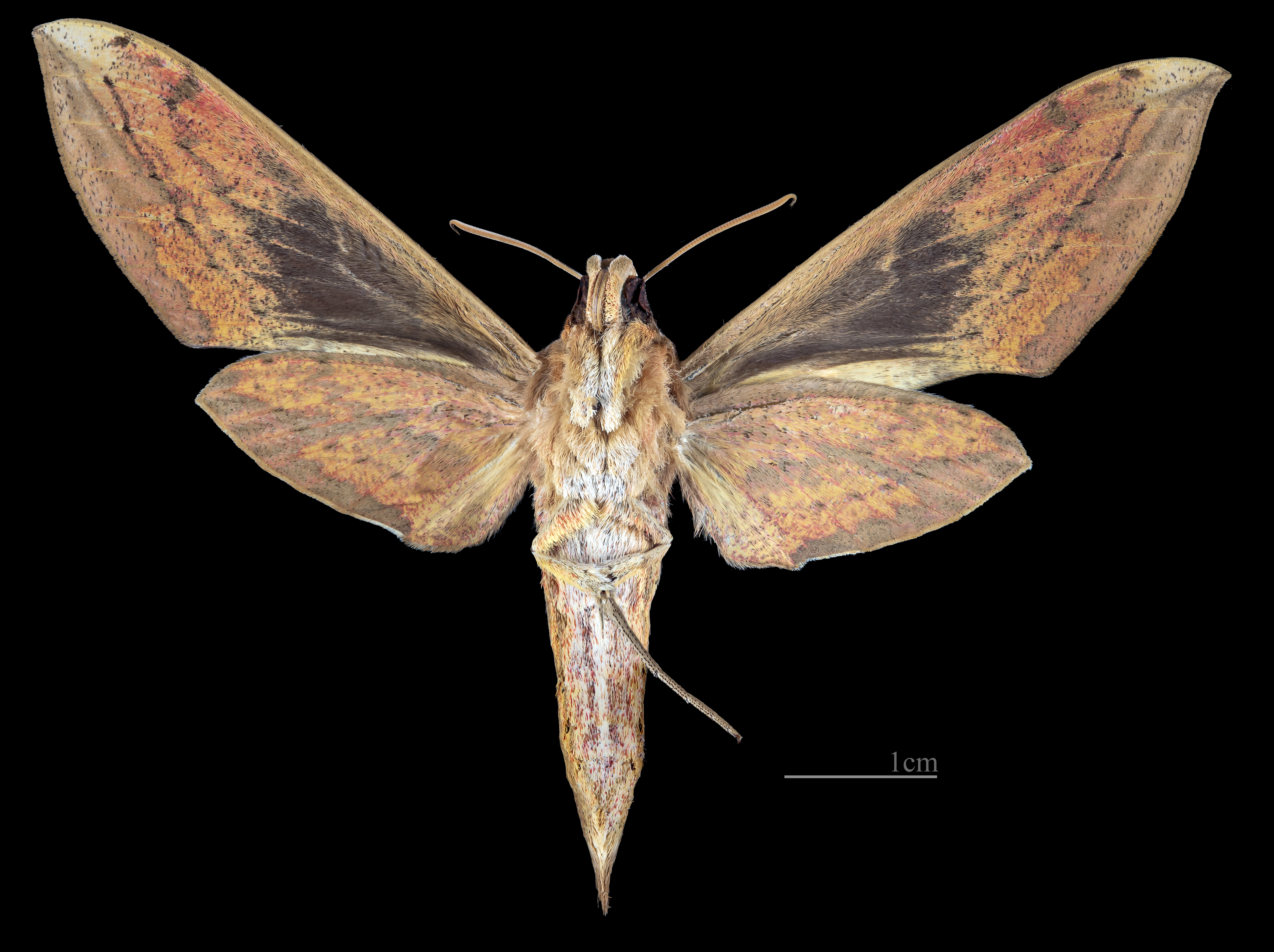
Cechenena minor ♀ △